# Plaue (Brandenburg an der Havel)
Plaue – dawne miasto, obecnie dzielnica miasta Brandenburg an der Havel (miasto na prawach powiatu) we wschodnich Niemczech, nad rzeką Hawelą, w kraju związkowym Brandenburgia.
Od 1414 roku Plaue była samodzielnym miastem. 25 lipca 1952 wraz z miejscowością Kirchmöser włączono ją do Brandenburga. Nadal zachował się miejski układ urbanistyczny.
Ważnym zabytkiem Plaue jest Zamek Plaue (Schloss Plaue).